# シャドウプレイ
『シャドウプレイ』（原題：風中有朶雨做的云、英題：The Shadow Play）は、2019年の中国映画。
実際に広州市で起きた汚職事件を巡る騒乱を基にして、社会主義市場経済が押し進められ激変する中国の30年間を1989年を起点に広州・香港・台湾を舞台として描いたクライムサスペンス映画。

## 概要
日本では2019年の第20回東京フィルメックスのオープニングで中国当局の検閲によりカットされたバージョンが上映され、2020年6月下旬に劇場公開を予定していたが新型コロナウィルスの感染拡大を受け公開未定となり、2023年1月20日にカットシーン（香港の俳優エディソン・チャンの出演シーンも含まれる）を加えた129分の『シャドウプレイ【完全版】』として公開された。
製作の舞台裏を準備期間から公開に至るまで記録したドキュメンタリー映画『夢の裏側〜ドキュメンタリー・オン・シャドウプレイ』も同時公開されている。

## キャスト
- ヤン・ジャートン：ジン・ボーラン
- リン・ホイ：ソン・ジア
- ジャン・ツーチョン：チン・ハオ
- ヌオ：マー・スーチュン
- タン・イージエ：チャン・ソンウェン
- リエン・アユン：ミシェル・チェン
- アレックス：エディソン・チャン

## スタッフ
- 監督：ロウ・イエ
- 脚本：メイ・フォン、チウ・ユージエ、マー・インリ―
- 撮影：ジェイク・ポロック
- 録音：フー・カン
- オリジナル音楽：ヨハン・ヨハンソン、ヨナス・コルストロプ
- 編集：ジュー・リン
- 美術：ジョン・チョン
- 衣裳：マイ・リンリン
- ヘアメイク：ジョー・イエン
- ライン・プロデューサー：シュー・ラー
- プロデューサー：ナイ・アン、ロウ・イエ、イー・ジア
- エグゼクティブ・プロデューサー：チャン・ジアルー、ロウ・イエ